# بحيرة أوان
بحيرة أوان هي بحيرة خلابة وفريدة بالقرب من مدينة قزوين في إيران والتي تُعتَبر من المناطق السياحية في شمال البلاد، تُحاط بحيرة أوان بأربع قرى  وهي (أوان) و (زرآباد) و (ورين) وقرية (زواردشت). تبلغ مساحة البحيرة أكثر من سبعين ألف متر مربع وتقع على ارتفاع 1800 متر عن سطح البحر، يصل طول البحيرة في ضلعها الطويل إلى 325 متراً وعرضها 275 متراً كما ويقع في الجنوب الشرقي من البحيرة  أكثر اجزائها عمقاً والذي يصل إلى 7.5 متر. كما وتُعَد العيون الجوفية إحدى أهم الموارد المائية التي تغذي هذه البحيرة التي تتمتع بكون مائها عذب وذلك بسبب غليان الماء فيها. في الشتاء ونتيجة لبرودة الجو فان سطح البحيرة يتجمد ويصبح مكاناً ملائماً لبعض الرياضات الشتوية مثل التزحلق على الجليد اما في اوقات أخرى فيستفيد المزراعون من مياه نهر صغير يتشكّل أحياناً من فيضان ماء البحيرة.

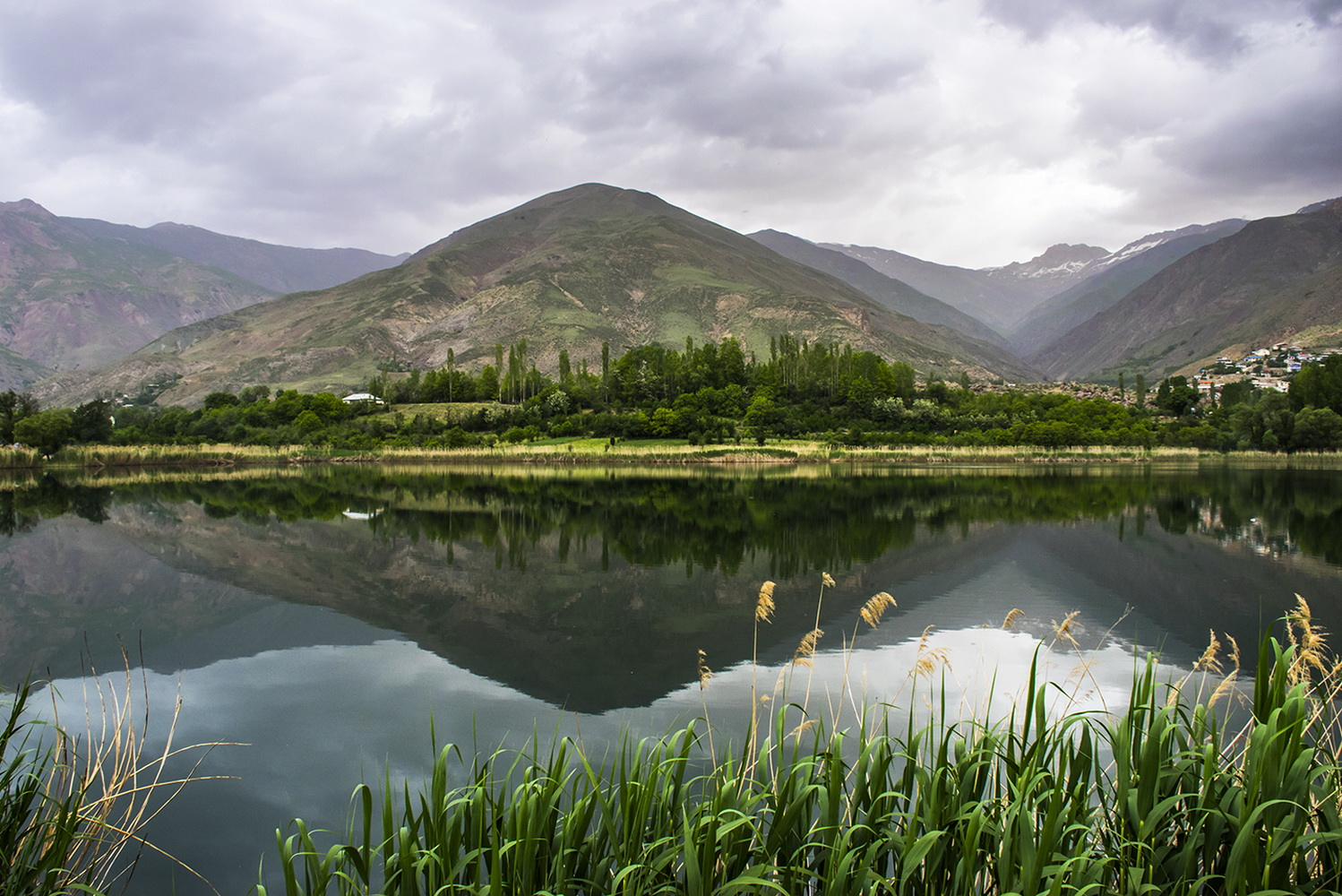
بحيرة أوان والبالغة مساحتها سبعين ألف متر مربع وعلى ارتفاع 1800 متر عن سطح البحر

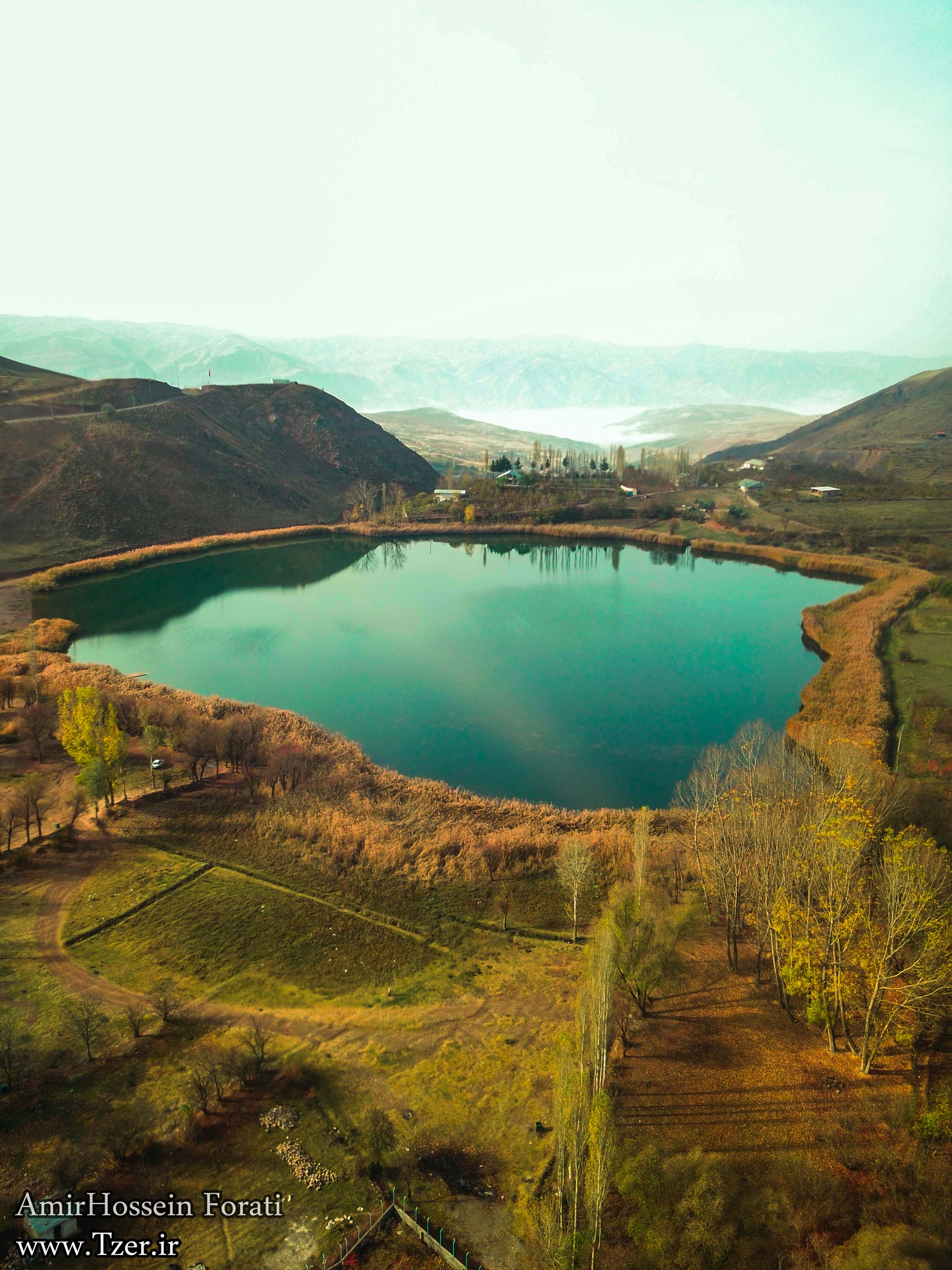
بحيرة أوان من الجو

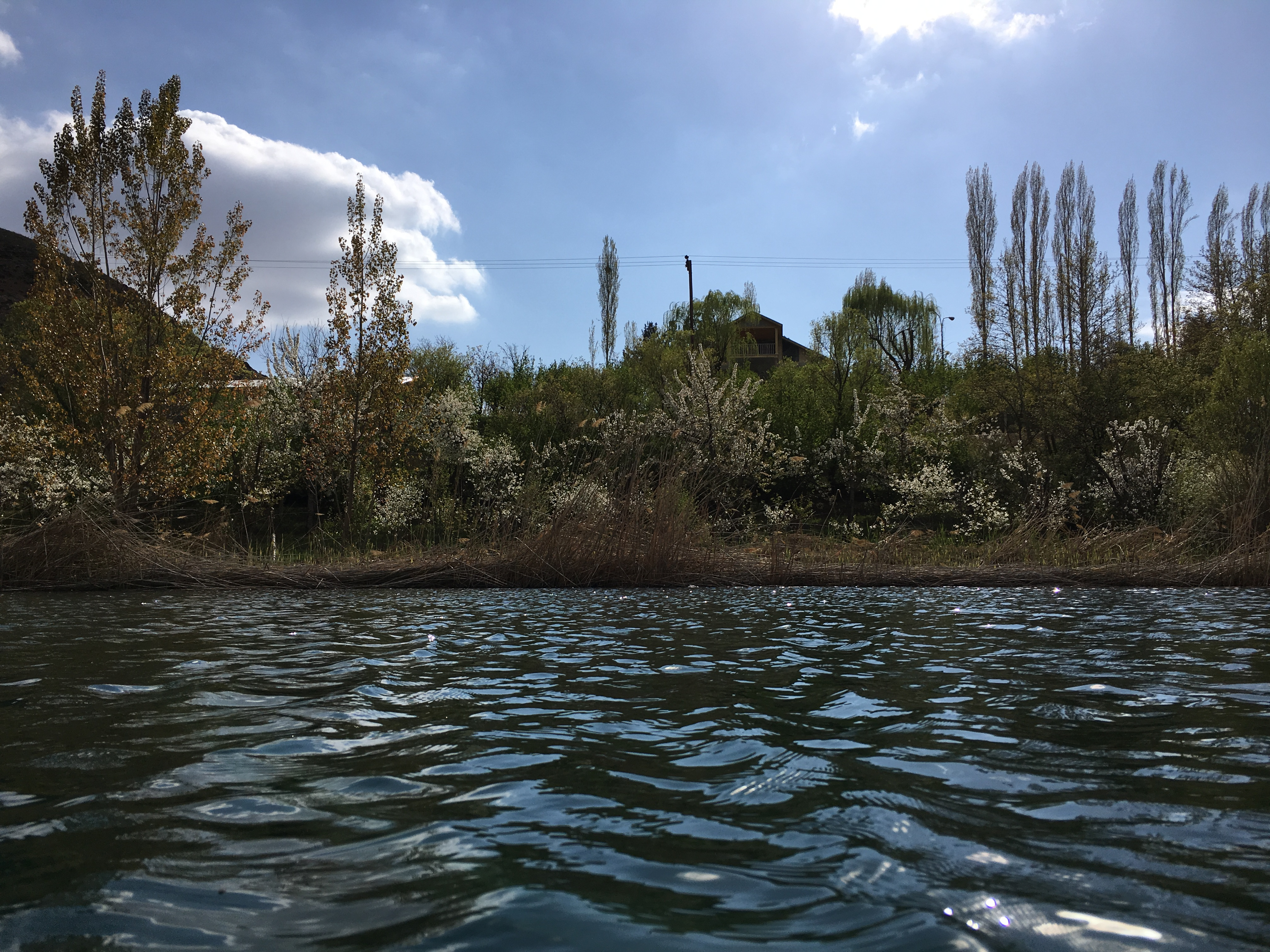
بحيرة أوان الطبيعية

## الموقع
تقع بحيرة أوان الطبيعية في الجزء الشمالي لمنطقة ألموت، على بعد 75 كيلومتراً من مدينة قزوين شمال إيران.

## تشكيل البحيرة
يرى علماء الأرض أنّ بحيرة أوان ظهرت على ما يبدو بفعل انزلاق أرضي وقع قبل 500 سنة، غير أنّ هذا الانزلاق لم يعد ينشط حالياً.
▪تتوفر الموارد المائية لهذه البحيرة من العيون الجوفية الواقعة في قاعها، فضلاً عن الثلوج والأمطار ولايصب فيها أي نهر من الانهار.

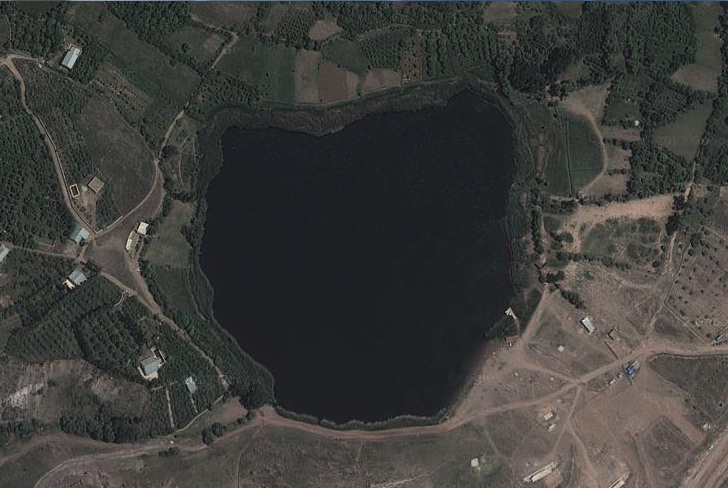
صورة جوية لبحيرة أوان

## الحياة البرية في البحيرة
في الخريف تُعتبَر بحيرة أوان مكاناً مناسباً لهجرة بعض الطيور مثل البط والأوز والبجع والطيور البحرية الأخرى، كما يوجد الكثير من الحيوانات على اطراف البحيرة ومنها النمور والدب القهوائي والثعالب والذئاب والنسور والسلاحف والماعز والطيور والعصافير والضفادع والاسماك، كما ينبت على اطراف البحيرة نباتات مختلفة منها كرامينة ولكومينيوزه وجون وكنجر وغيرها من الأشجار، أي ان البحيرة ومنطقتها غنية بتنوع الحياة البرية بشكل كبير.

## اهميتها السياحية
تُعتبَر بحيرة أوان من المناطق السياحية في محافطة قزوين الإيرانية شمالي البلاد والتي تجذب سنوياً الكثير من السواح اليها ويوجد في وسط البحيرة وادي ألموت والذي يشبه الماسة وسط البحيرة.
وبسبب الخواص المميزه للمنطقة من هواء جبلي ورطوبة سواحل بحر قزوين واعتدال وبرودة منطقة ألموت، كل ذلك كان سبب في جذب السواح إلى المنطقة. وفي أيام الصيف، يقصد السيّاح ومحبّو الطبيعة هذه البحيرة لصيد الأسماك والسباحة وركوب القوارب مما جعلها إحدى المناطق السياحية في إيران.

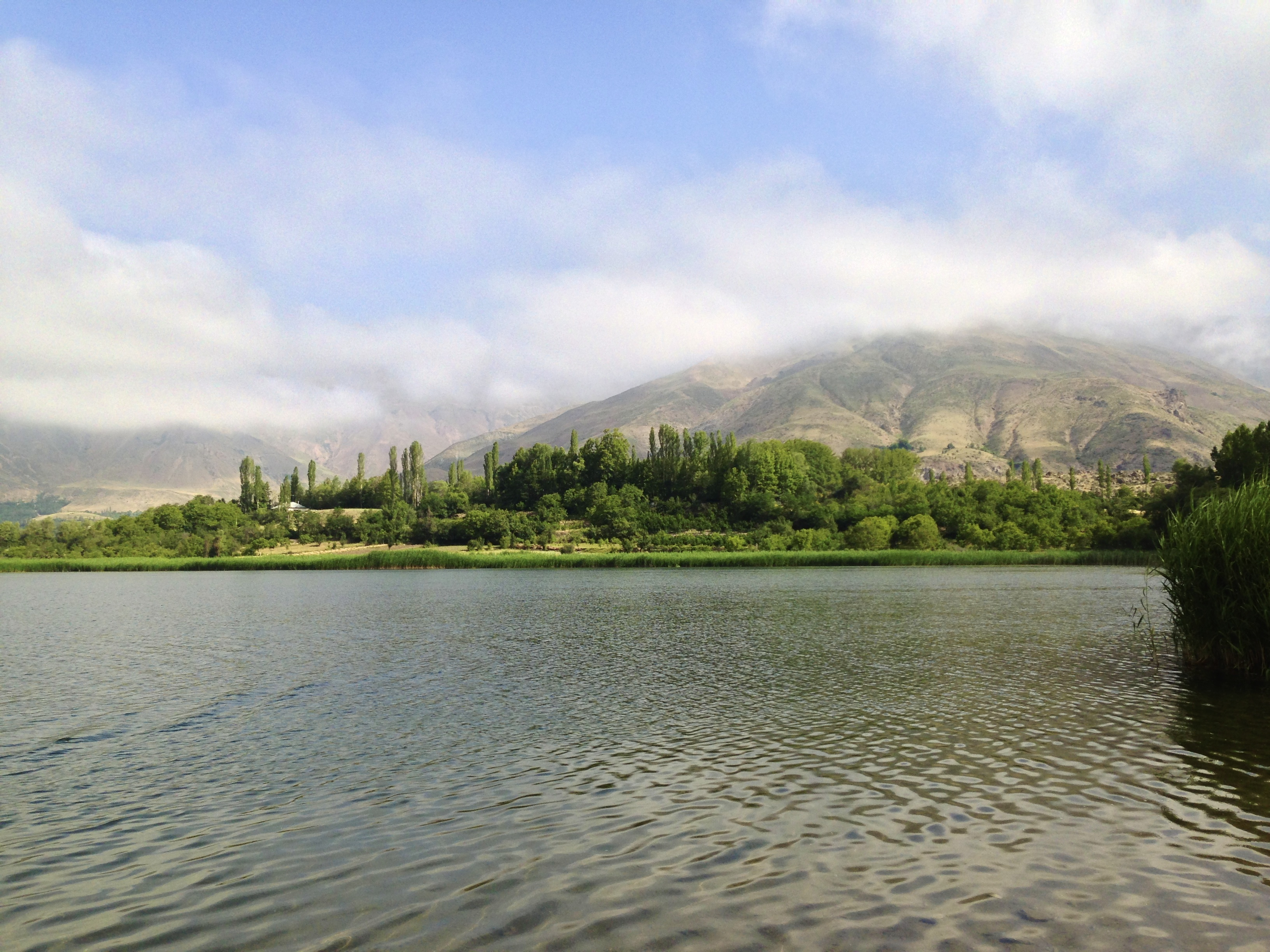
بحيرة أوان، إحدى المناطق السياحية في جمهورية إيران

## معرض الصور

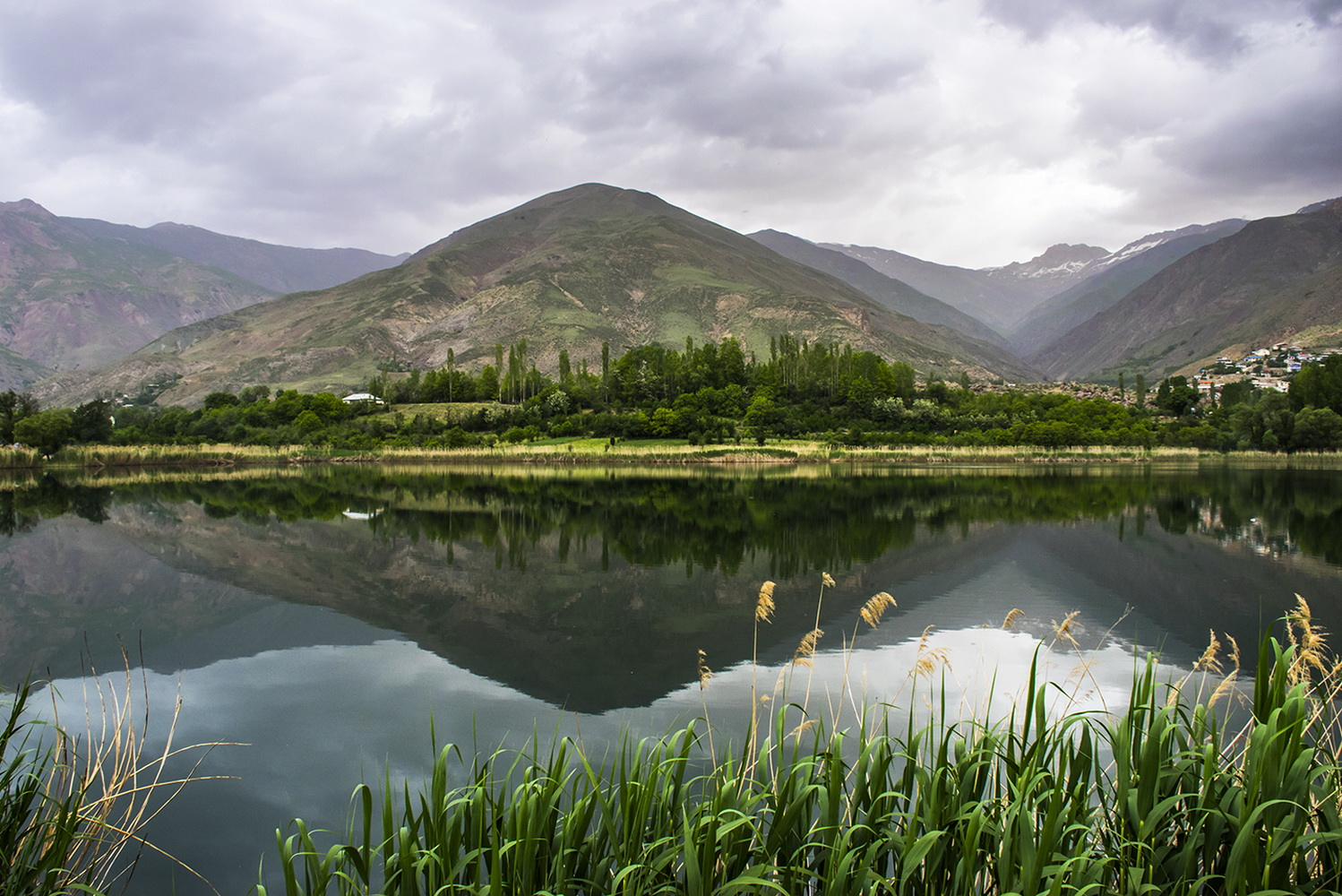
بحيرة أوان والبالغة مساحتها سبعين ألف متر مربع وعلى ارتفاع 1800 متر عن سطح البحر

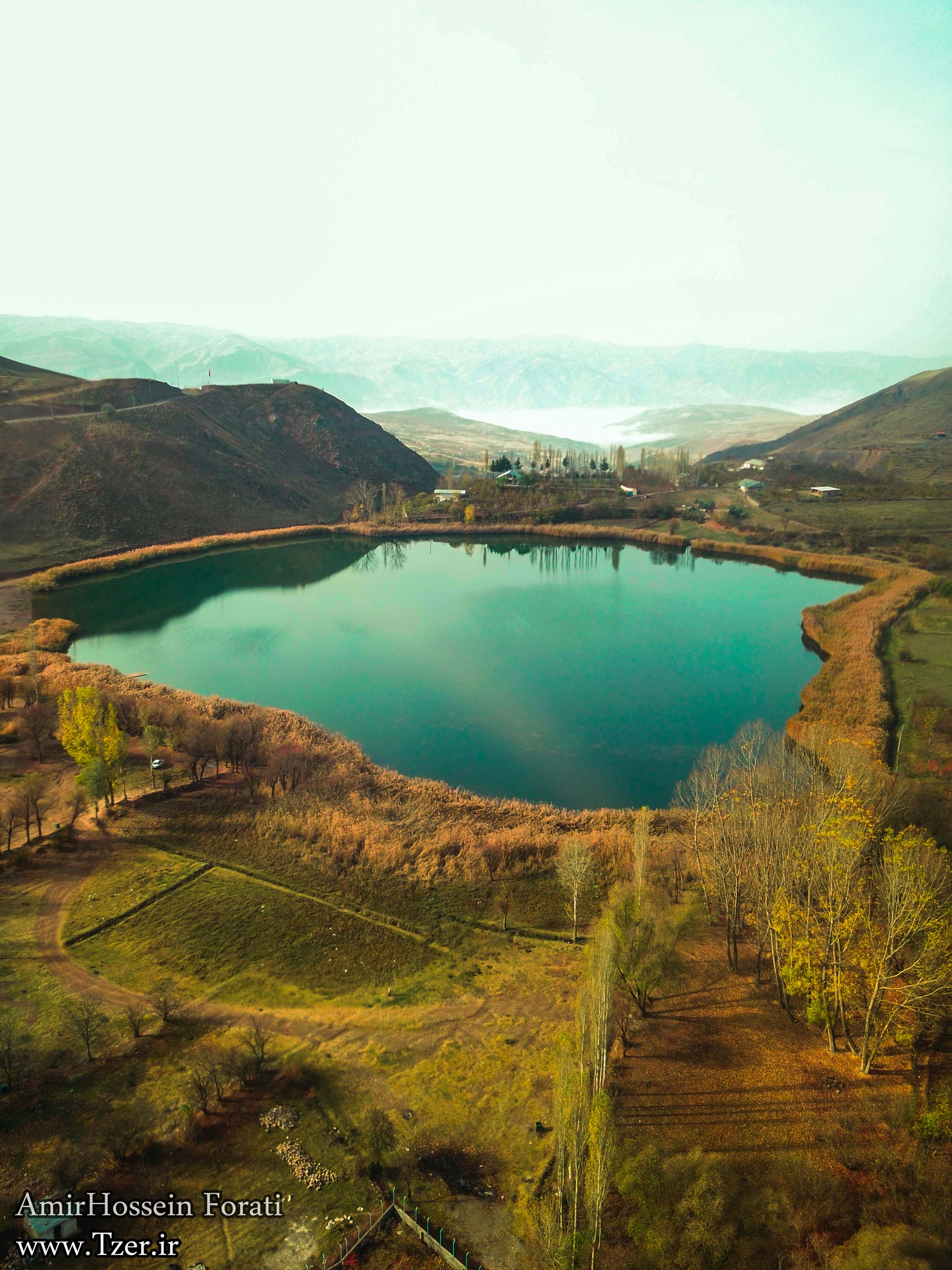
بحيرة أوان من الجو

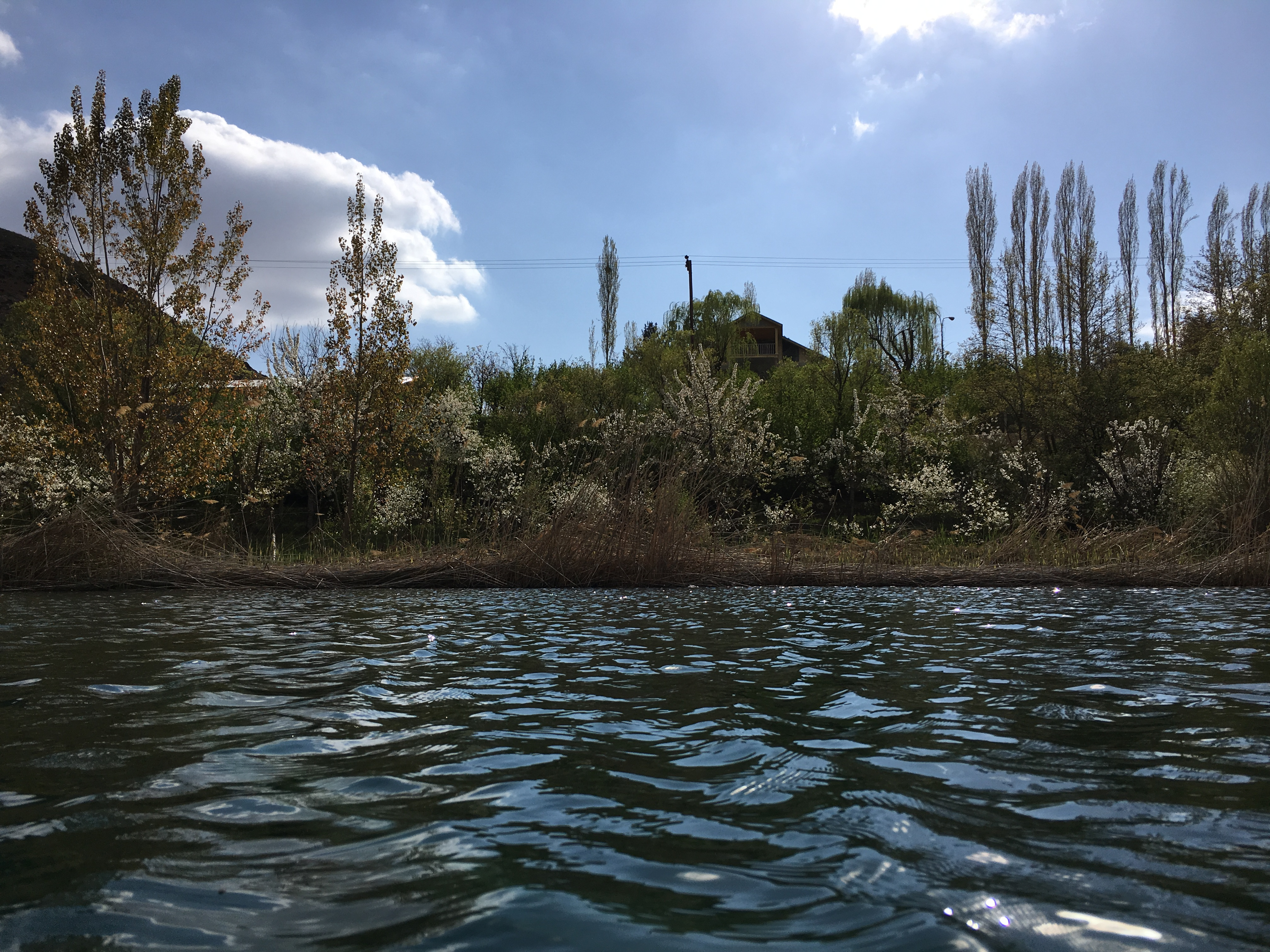
بحيرة أوان الطبيعية

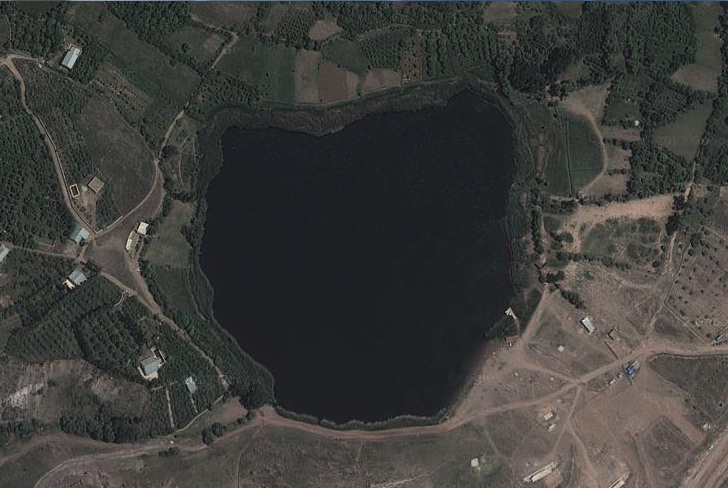
صورة جوية لبحيرة أوان

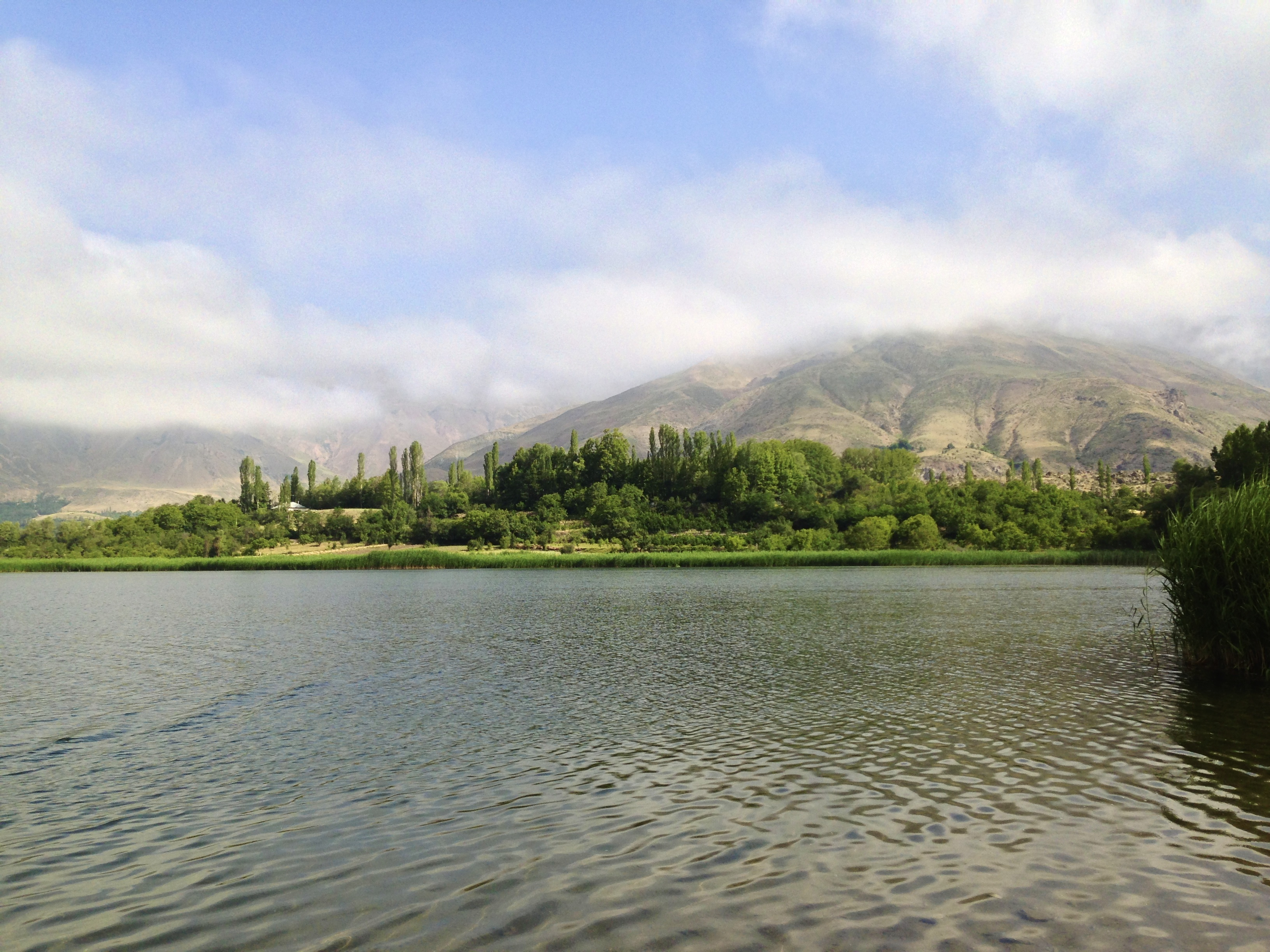
بحيرة أوان، إحدى المناطق السياحية في جمهورية إيران

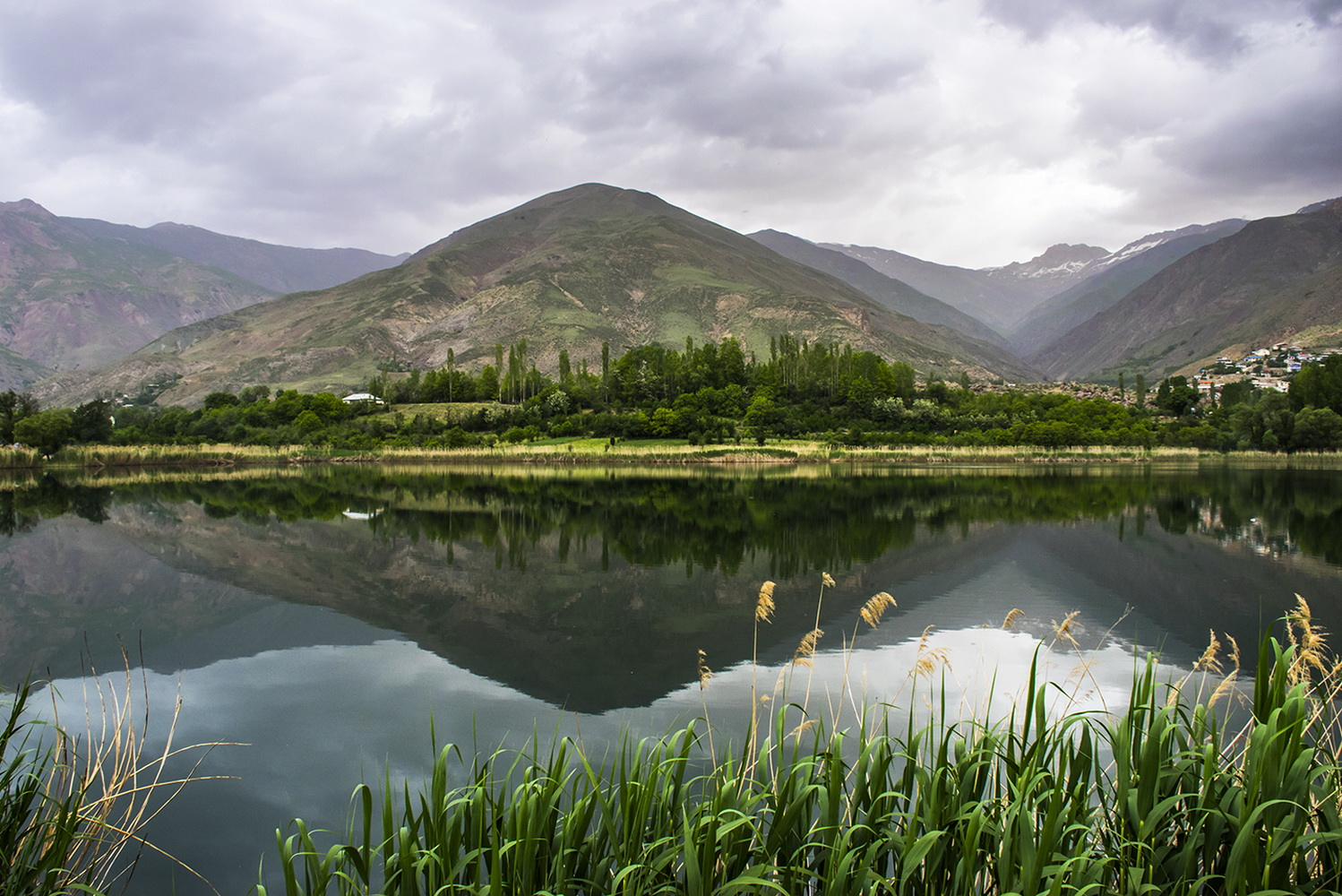
بحيرة اوان

## معلومات سريعة
| الأسم   | بحيرة أوان      |
| المساحة | 70 ألف متر مربع |
| الطول   | 325 متر         |
| العرض   | 275 متر         |
| العمق   | 7.5 متر         |
| النوع   | مياه عذبة       |
| الموقع  | مدينة قزوين     |

## طالع ايضاً
- بحر قزوين
- ينبوع بلقيس
- الحديقة الوطنية للنباتات في ايران
- حديقة الماء والنار
- ديزين
- منتجع توجال
- منتجع الوارس الدولي
- منتجع شمشك الدولي
- قائمة أنهار إيران